# Resultados do Carnaval de Belo Horizonte em 2012
Resultados do Carnaval de Belo Horizonte em 2012 

## Escola de samba
Grupo A
- 1º - Canto da Alvorada – 193,1 [1]
- 2º - Chame Chame – 189,9
- 3º - Acadêmicos de Venda Nova – 187,4
- Escola rebaixada: Bem Te Vi – (pontuação não divulgada)

Grupo B
(apenas uma escola desfilou)
- 1 º - Estrela do Vale – (pontuação não divulgada) [1]

## Blocos Caricatos
Grupo A
- 1º - Por Acaso 94,1
- 2º - Mulatas do Samba – 94
- 3º - Bacharéis do Samba – 89,3
- Bloco rebaixado: Infiltrados do Santa Tereza – 80,4

Grupo B
- 1º – Aflitos do Samba – 71,1
- 2º – Corsários do Samba – 64,9